# This Thing Called Love (film, 1929)
Pour les articles homonymes, voir This Thing Called Love.
This Thing Called Love est un film américain réalisé par Paul Ludwig Stein, sorti en 1929.

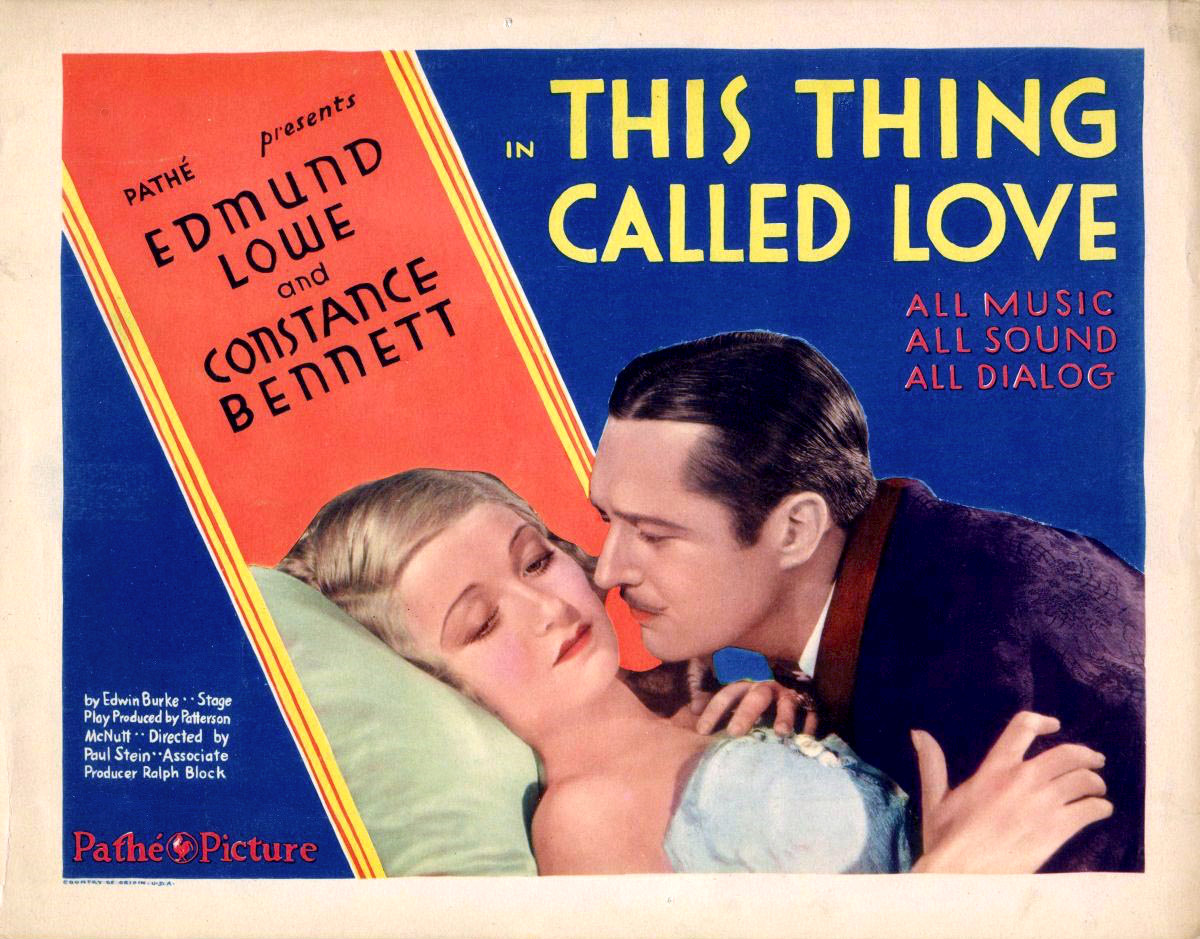
Carte promotionnelle du film, avec Constance Bennett et Edmund Lowe.

Tourné en noir et blanc, il comporte une séquence en Technicolor bichrome, seule partie qui a subsisté du film, considéré aujourd'hui comme perdu.

## Synopsis
Ann Marvin a perdu confiance en l'amour à cause du mariage malheureux de sa sœur Clara Bertrand. Harry Bertrand, lui, est un coureur de jupons et Clara pense que sa dernière aventure est la beauté péruvienne Alvarez Guerra.
Le couple marié organisera un dîner auquel sont invités Ann, Alvarez et le millionnaire Robert Collings, qui travaille comme ingénieur minier au Pérou depuis quinze ans. Clara et Alvarez se disputent violemment, alors Robert et Ann se retrouvent seuls. Il devient très épris d'elle et veut qu'ils se marient, mais elle n'est pas intéressée. Ils acceptent finalement de contracter un mariage à l'essai et de papier seulement, auquel ils peuvent tous deux mettre fin si cela ne fonctionne pas. Ann gagnera 25 000 $ par an grâce à son travail de femme au foyer et ils auront des chambres séparées. Dans l'espoir de rendre Ann jalouse, Robert flirte avec Alvarez, tandis qu'elle répond en flirtant avec De Witt. Lorsque Clara et Harry résolvent enfin leurs problèmes, Ann retrouve foi en l'amour et admet qu'elle a des sentiments pour Robert.

## Fiche technique
- Réalisation : Paul Ludwig Stein
- Scénario : Horace Jackson, d'après la pièce de théâtre This Thing Called Love d'Edwin J. Burke (1928)[1].
- Photographie : Norbert Brodin
- Montage : Doane Harrison
- Producteur : Ralph Block
- Société de production et de distribution : Pathé Exchange
- Pays de production :  États-Unis
- Langue originale : anglais américain
- Format : noir et blanc avec une scène bichrome (Multicolor (en)) — 35 mm — 1,20:1 — son : mono — film sonore (RCA Photophone) et film muet
- Genre : comédie romantique
- Durée : 72 minutes
- Date de sortie : 13 décembre 1929

## Distribution
- Edmund Lowe : Robert Collins
- Constance Bennett : Ann Marvin
- Roscoe Karns : Harry Bertrand
- ZaSu Pitts : Clara Bertrand
- Carmelita Geraghty : Alvarez Guerra
- John Roche : DeWitt